# Virginia Valli
Virginia Valli, nata Virginia McSweeney (Chicago, 10 gennaio 1896 – Palm Springs, 24 settembre 1968), è stata un'attrice statunitense del cinema muto.
Era sposata con l'attore Charles Farrell.

## Biografia
Nata a Chicago nel 1896, iniziò la sua carriera di attrice recitando a teatro con una compagnia di Milwaukee. Prese parte ad alcuni film prodotti dalla Essanay, una compagnia cinematografica che aveva sede nella sua città natale, debuttando sullo schermo nel 1916 in un ruolo minore nel serial The Strange Case of Mary Page. Continuò a lavorare per il cinema per tutti gli anni venti, diventando una delle star dell'Universal. Nel 1924, fu la protagonista di Arance selvatiche, diretta da King Vidor. Lavorò anche con John Ford, Alfred Hitchcock e Howard Hawks. Girò gran parte dei suoi film tra il 1924 e il 1927.

### Vita privata
Virginia Valli si sposò due volte ma non ebbe mai figli. Il primo matrimonio fu con George Lamson, il secondo (dal 1931 al 1968) con l'attore Charles Farrell. Insieme al secondo marito, si trasferì a Palm Springs, dove condusse vita di società. Colpita da attacco cardiaco nel 1966, morì due anni dopo, il 24 settembre 1968. Venne sepolta al Welwood Murray Cemetery di Palm Springs.

## Filmografia
- The Strange Case of Mary Page, regia di J. Charles Haydon (1916)
- Vernon, the Bountiful (1916)
- Skinner's Dress Suit, regia di Harry Beaumont (1917)
- Satan's Private Door, regia di J. Charles Haydon (1917)
- The Quarantined Bridegroom, regia di Arthur Berthelet (1917)
- Filling His Own Shoes, regia di Harry Beaumont (1917)
- Much Obliged (1917)
- The Golden Idiot, regia di Arthur Berthelet (1917)
- The Long Green Trail, regia di Harry Beaumont (1917)
- Efficiency Edgar's Courtship, regia di Lawrence C. Windom (1917)
- The Fable of the Speedy Sprite, regia di Richard Foster Baker (1917)
- The Fibbers, regia di Fred E. Wright (1917)
- Uneasy Money, regia di Lawrence C. Windom (1918)
- Ruggles of Red Gap, regia di Lawrence C. Windom (1918)
- His Father's Wife, regia di Frank Hall Crane (1919)
- The Black Circle, regia di Frank Reicher (1919)
- The Very Idea, regia di Lawrence C. Windom (1920)
- The Dead Line, regia di Dell Henderson (1920)
- The Midnight Bride, regia di William Humphrey (1920)
- The Common Sin
- The Plunger, regia di Dell Henderson (1920)
- The Silver Lining, regia di Roland West (1921)
- Sentimental Tommy, regia di John S. Robertson (1921)
- Love's Penalty, regia di John Gilbert (1921)
- The Man Who, regia di Maxwell Karger (1921)
- A Trip to Paradise, regia di Maxwell Karger (1921)
- The Devil Within, regia di Bernard J. Durning (1921)
- The Idle Rich, regia di Maxwell Karger (1921)
- The Right That Failed, regia di Bayard Veiller (1922)
- Tracked to Earth, regia di William Worthington (1922)
- His Back Against the Wall, regia di Rowland V. Lee (1922)
- The Black Bag
- The Storm (1922)
- Il fabbro del villaggio (The Village Blacksmith), regia di John Ford (1922)
- Il terremoto (The Shock), regia di Lambert Hillyer (1923)
- A Lady of Quality, regia di Hobart Henley (1924)
- Arance selvatiche (Wild Oranges), regia di King Vidor (1924)
- The Confidence Man, regia di Victor Heerman (1924)
- The Signal Tower, regia di Clarence Brown (1924)
- In Every Woman's Life, regia di Irving Cummings (1924)
- Ssst... silenzio! (K - The Unknown), regia di Harry A. Pollard (1924)
- Il prezzo del potere (The Price of Pleasure), regia di Edward Sloman (1925)
- La scala del sogno (Up the Ladder), regia di Edward Sloman (1925)
- Siege, regia di Svend Gade (1925)
- The Lady Who Lied, regia di Edwin Carewe (1925)
- The Man Who Found Himself, regia di Alfred E. Green (1925)
- Il labirinto delle passioni (The Pleasure Garden), regia di Alfred Hitchcock (1925)
- Watch Your Wife, regia di Svend Gade (1926)
- The Family Upstairs, regia di John G. Blystone (1926)
- Flames, regia di Lewis H. Moomaw (1926)
- Stage Madness, regia di Victor Schertzinger (1927)
- Marriage, regia di Roy William Neill (1927)
- Il signore della notte (Evening Clothes), regia di Luther Reed (1927)
- Passione di principe (Paid to Love), regia di Howard Hawks (1927)
- Judgment of the Hills, regia di James Leo Meehan (1927)
- East Side, West Side, regia di Allan Dwan (1927)
- Ladies Must Dress, regia di Victor Heerman (1927)
- The Escape, regia di Richard Rosson (1928)
- Il sentiero delle illusioni (The Street of Illusion), regia di Erle C. Kenton (1928)
- Behind Closed Doors, regia di Roy William Neill (1929)
- Nel Mar dei Sargassi (The Isle of Lost Ships), regia di Irvin Willat (1929)
- Mister Antonio, regia di James Flood e Frank Reicher (1929)
- Lo zeppelin perduto (The Lost Zeppelin), regia di Edward Sloman (1929)
- Liberazione (Guilty?), regia di George B. Seitz (1930)
- Night Life in Reno, regia di Raymond Cannon (1931)